# Valerius Cordus
Valerius Cordus (Kassel, Erfurt vagy Simtshausen, 1515. február 18. – Róma, 1544. szeptember 25.) német orvos, botanikus és gyógyszerész, aki az Alpoktól északra az első gyógyszerkönyvnek és a történelem egyik leghíresebb füveskönyvének szerzője. Széles körben nevéhez fűződik az éterszintetizáló módszer kidolgozása is. Cordus szaporán írt, és számos új növényfajt és fajtát azonosított és írt le.

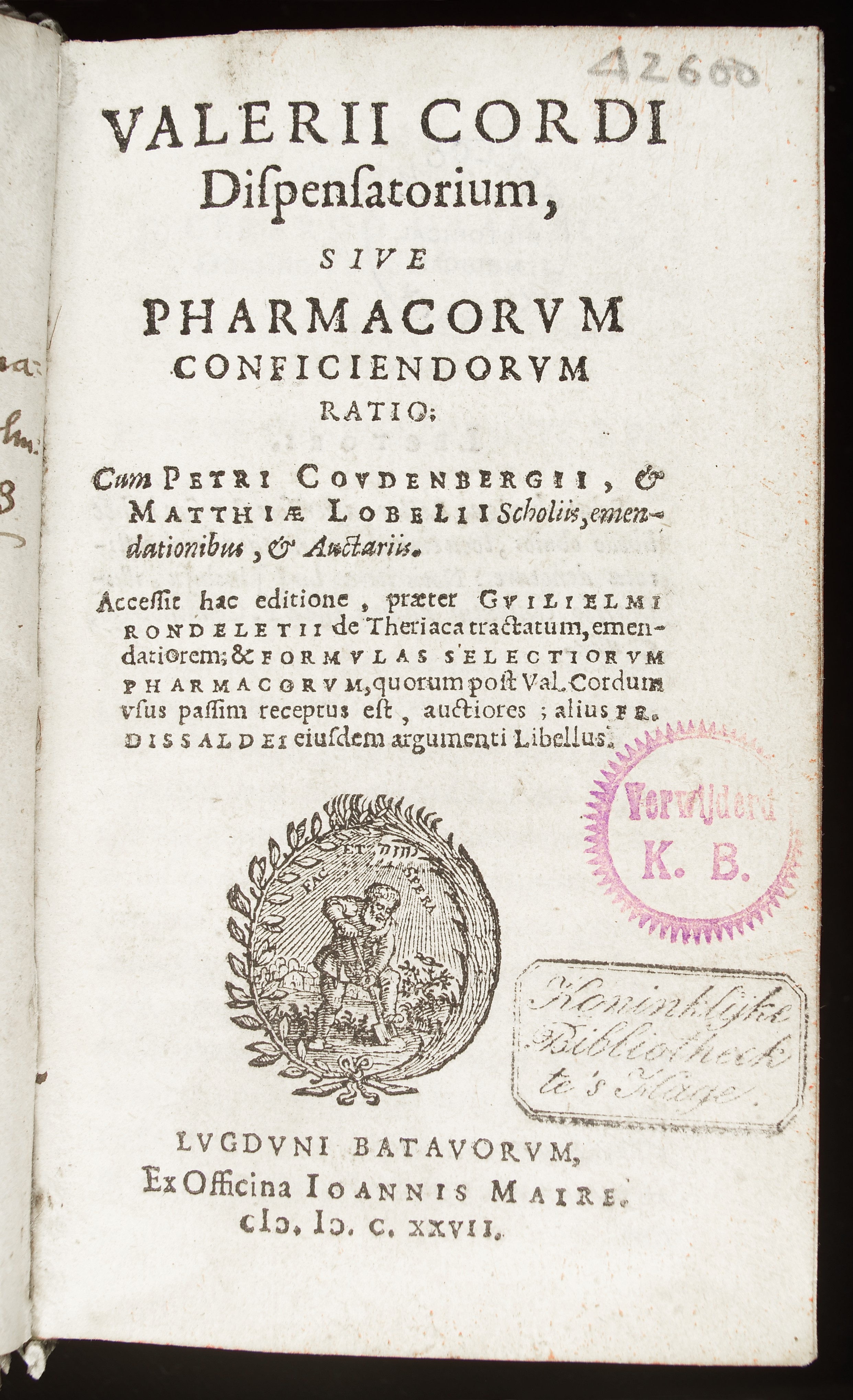
Valerius Cordus páfrányokról írt könyvének egy oldala

## Életpályája
1515 február 18-án született Erfurtban, Euricius Cordus orvos és költő fiaként. 1527-től az újonnan alapított marburgi protestáns egyetemen tanult, apjához hasonlóan. Az orvostudomány első professzora volt. 1533-ban Lipcsében folytatta tanulmányait, majd 1539-től a Wittenbergi Egyetemen többek között Philipp Melanchthonnál orvos- és botanikát tanult, majd ugyanitt tanított professzorként is.
Pedaniosz Dioszkoridész görög orvos, botanikus munkáival foglalkozott, botanikai kirándulásain többször elkísérte tanítványa, a levantei utazó, Pierre Belon, jelentős helyi florisztikai tanulmányokat végzett, különösen Közép- és Dél-Németországban, és számos új, olykor ritka növényfajt írt le. Kiváló megfigyelő volt, és már egyértelműen felismerte többek között a páfrányok szaporodását is. Az Asplenium trichomanesről, amely egy páfrányfajta (magyar neve: fodorka) így ír:
"Nem hoz virágot vagy magot, de a levelek alsó részéhez tapadt por segítségével minden más páfrányhoz hasonlóan szaporodik."
Cordus nagybátyja, Johannes Ralla gyógyszerész javaslatára írta meg az első gyógyszerkönyvet "Dispensatorium pharmacorum omnium, quae in usu potissimum sunt (Nürnberg, 1546)", más néven Dispensatorium Norimbergensense címen). Egy másik, Annotationes in Pedacei Dioscorides de Materia Medica liber quinque. Liber de artificiosis extractionibus. Liber II de destillatione oleorum (Strasbourg 1561) című művében a gyógynövények és savak lepárlását írja le.
Cordus nevéhez fűződik az éter (dietil-éter, "édes vitriol") első szintézise (1554) kénsavból és alkoholból, amelyet később kábítószerként használtak; mások ezt a munkát nagybátyjának, Johannes Rallának tulajdonítják.
1542-től vagy 1543-tól Cornelius Sivard kíséretében olaszországi tanulmányúton vett részt, Padovában, Luccában, Firenzében és végül Rómában, ahol 29 évesen egy baleset következtében hunyt el 1524 szeptember 25-én, egy lóról leesve.
Később Charles Plumier francia botanikus az ő tiszteletére nevezte el a Boraginaceae növénycsalád Cordia nemzetségét, majd Linné is felvette ezt a nevet.

## Munkái
- Dispensatorium pharmacorum omnium, quae in usu potissimum sunt. Nürnberg 1546 – Peeter van Coudenberghe (1517–1599) és Lobelius megjegyzéseivel, többször újranyomva:
- Pharmacorum omnium, quae quidem in usu sunt, conficiendorum ratio, vulgo vocant Dispensatorium pharmacopolarum [...]. Nürnberg 1546 (és gyakrabban); Újranyomás, Ludwig Winkler előszavával (lásd alább), Mittenwald 1934.
- Pharmacorum conficiendorum ratio: vulgo vocant dispensatorium. (Párizs, 1548 digitális másolat, Nürnberg, 1551 digitális másolat)
- Dispensatorium, hoc est Pharmacorum conficiendorum ratio. (Lugdunum, 1556 digitalizált, Lugdunum, 1575 digitalizált, 1571 digitalizált, átdolgozott és javított változat: Peter Coudenberghe, Lyon, Cloquemin, 1579 digitalizált)
- Valerii Cordi Dispensatorium sive, Pharmacorum conficiendorum Ratio. Maire, Lugduni * Batavorum 1637 (digitális másolat).
- Sylva rerum fossilium in Germania, plurimarum metallorum, lapidum, stirpium aliquot rariorum / De artificiosis extractionibus libri / Compositiones medicales aliquot non vulgares [A Cordus megfigyelései és feljegyzései]. Egenolph, Frankfurt am Main 1549 (Ruellius Dioscorides latin változata alapján).
- Valerii Cordi Annotationes Antológiája In Dioscoridis. I-V. könyv, Valerii Cordi Historiae plantarum. I-IV. könyv, Sylva Observationum variarum Valerii Cordi, Valerii Cordi De Artificiosis, Valerii Cordi Gyógyászati aliquot, non vulgares és egyéb könyvek
- Stipium descriptionis liber quintus […]. Josias Rihel, Strasbourg 1563 (digitális másolat).